# Władisław Walijew
Władisław Arturowicz Walijew (ros. Владислав Артурович Валиев; ur. 25 kwietnia 1993) – rosyjski zapaśnik startujący w stylu wolnym. Brązowy medalista mistrzostw świata w 2017 roku. 
Mistrz Europy w 2019. Wygrał wojskowe MŚ w 2021. Pierwszy w Pucharze Świata w 2019 i piąty w 2017. Mistrz Rosji w 2017 i 2023; drugi w 2019; trzeci w 2016, 2018 i 2022. Mistrz świata i Europy juniorów w 2013 roku.